# Chaptalisering
Chaptalisering kallas den metod vid vintillverkning där man tillsätter socker till musten. Namnet kommer av Napoleon I:s jordbruksminister, läkaren och kemisten Jean-Antoine Chaptal som var den som tillät metoden. Metoden används främst för att öka ett vins alkoholhalt, men även för att förstärka vissa smaker i vinet. För att höja alkoholhalten med en procentenhet krävs en tillsats av ca. 17 gram socker per liter must.
Metoden är starkt reglerad i vinländer. I till exempel Frankrike är det tillåtet att höja alkoholhalten max två procentenheter och bara i vissa regioner. I Bordeaux måste man ansöka om tillstånd och i Sydfrankrike är det inte tillåtet över huvud taget. 
Metoden används framförallt i nordligare vinländer såsom i Tyskland där druvans naturliga sockerhalt är låg. I Italien där det varma klimatet frambringar druvor med högre sockerhalt är den inte tillåten, generellt ej heller i vinländer utanför Europa. I österrikiska viner är metoden tillåten endast för viner av lägre mustvikt (Kabinett och lägre klasser). 
I varma länder är motsatsen vanligare: Att tillsätta syra till musten, så kallad acidifiering.